# Liparetrus pezus
Liparetrus pezus är en skalbaggsart som beskrevs av Britton 1980. Liparetrus pezus ingår i släktet Liparetrus och familjen Melolonthidae. Inga underarter finns listade i Catalogue of Life.